# Зарічанська сільська громада (Волинська область)
Зарічанська сільська об'єднана територіальна громада — колишня об'єднана територіальна громада в Україні, у Володимир-Волинському районі Волинської області. Адміністративний центр — село Заріччя.
Площа громади — 85,55 км², населення — 4328 мешканців (2018).
Утворена 26 червня 2017 року шляхом об'єднання Зарічанської та Ласківської сільських рад Володимир-Волинського району.
Перспективним планом формування громад Волинської області 2020 року передбачено ліквідацію громади.
12 червня 2020 року громада ліквідована, територія увійшла до складу Володимир-Волинської міської ОТГ.

## Населені пункти
До складу громади входять 8 сіл: Вощатин, Дігтів, Заріччя, Ласків, Новосілки, Орані, Суходоли та Федорівка.